# Hercules im Reich der toten Götter
Hercules im Reich der toten Götter (Originaltitel: Hercules in the Underworld) ist ein US-amerikanischer Fantasyfilm von Bill L. Norton aus dem Jahr 1994. Er ist der vierte Teil einer fünfteiligen Filmreihe, der von 1995 bis 1999 die Fernsehserie Hercules folgte.

## Handlung
Nachdem der inzwischen sesshaft gewordene und mit seiner Frau Deïaneira sowie drei Kindern beglückte Hercules den von Hera gesandten Boxer Eryz in einem Zweikampf getötet hat, zerstört er wieder einmal einen Tempel seiner göttlichen Feindin. Später wird er von der nurischen Jungfrau Iole aufgesucht, die ihn darum bittet den Einwohnern ihrer Stadt gegen ein Loch, aus dem der Tod strömt, beizustehen, woraufhin sich der Halbgott mit Iole und dem Zentauren Nessus, einem Anhänger der Hera, auf den Weg dorthin begibt.
Kurz nach ihrer Abreise erfährt Deïaneira von einer alten Frau, dass nurische Jungfrauen jeden Mann dazu bringen können, sich in sie zu verlieben und der Betroffene daraufhin, auch wenn ihm der Tod droht, jede gefährliche Aufgabe zu lösen versucht, die sie ihm aufertragen. Deïaneira eilt ihrem Gatten hinterher, um ihn zu warnen. Doch als sie ihn eingeholt hat, sagt dieser ihr, sie solle sich keine Sorgen machen, da er bereits von der Macht der Jungfrauen wusste und er nur für sie sterben würde. Zusammen mit Iole setzt Hercules die Reise fort. Nessus bekommt derweil den Auftrag Deïaneira sicher zu ihrer Hütte zurück zu begleiten. Allein mit dem Zentauren, wird sie von dem sie Begehrenden aber heftig bedrängt, sodass sie um Hilfe ruft. Hercules hört ihre Schreie aus der Ferne und schießt einen Pfeil auf Nessus ab, infolgedessen dieser tödlich getroffen zu Boden sackt. Im Sterben liegend, gibt sich der Zentaur reumütig. Er gesteht alles nur aus Liebe getan zu haben und rät Deïaneira dazu, Hercules seinen nun mit magischen Zentaurenblut getränkten Mantel mitzugeben, denn sobald der Halbgott diesen anziehen würde, könne er Deïaneira nie mehr untreu werden. Als der zurückgeeilte Hercules Deïaneira erreicht, folgt diese dem Rat des Gestorbenen, wappnet ihren Gatten mit dem verzauberten Mantel und schickt ihn beruhigt mit Iole von dannen.
In Ioles Stadt angekommen schreitet Hercules durch menschliche Überreste und brennende Gebäude hin zu dem Loch, aus dem der Tod strömt, dem Schlund zur Unterwelt. Unmittelbar davor bleibt er stehen, darüber nachsinnend ihn hinabzusteigen oder nicht. Da erscheint sein Vater Zeus und teilt ihm endlich mit, dass er sterblich ist. An seine Familie denkend beschließt Hercules von seinem Vorhaben abzusehen, woraufhin ihn Iole vergeblich zu verführen versucht. Für seinen Heimweg legt sich der Halbgott dann den verzauberten Mantel gegen die nächtliche Kälte an, doch anstatt ihn zu schützen, peinigt der unbequeme Mantel seinen Träger, indem er ihn würgt, schlägt und verbrennt. Als sich Hera als Schöpferin des Werkes zu erkennen gibt, ist Hercules so erzürnt, dass er im Wahn in den Höllenschlund springt.
Nach überlebtem Sturz begegnet Hercules dem Fährmann Charon, der ihn über den Totenfluss Styx ins Reich des Hades bringt. Dort kämpft er sich durch drei Gorgonenartige Frauen, eine Horde von Toten und diejenigen, die er selbst in die Unterwelt sandte. Er besiegt Eryz den Boxer ein weiteres Mal und trifft dann auf Nessus, von dem er erfährt, dass sich Deïaneira auf den Elysischen Feldern befindet, da sie sich, im Glauben Hercules wäre ihretwegen gestorben, wie von Hera geplant das Leben genommen hat. Hercules bietet Hades daraufhin an den sich vor Kurzem von seiner Kette losgerissen habenden Zerberus wieder einzufangen, wenn dieser ihm im Gegenzug dafür gestattet Deïaneira wieder zurück zu den Lebenden mitzunehmen. Der Totengott willigt ein, also begibt sich Hercules auf die Jagd. Nach langem Kampf mit seinem Widersacher, kann er den Dreiköpfigen in die Enge drängen und durch freundliche Worte dazu bewegen zu seinem Platz am Höllentor zurückzukehren. Der Schlund zur Unterwelt schließt sich sogleich. Mit seiner Deïaneira wiedervereint, begibt sich Hercules zurück in das Erdenreich.

## Erstausstrahlung
Hercules im Reich der toten Götter hatte seine Premiere am 7. November 1994 in den Vereinigten Staaten. In Deutschland erschien der Film erstmals am 15. Oktober 1995 im Fernsehen auf dem Sender RTL.

## Synchronisation
| Darsteller     | Rolle          | deutscher Sprecher |
| -------------- | -------------- | ------------------ |
| Kevin Sorbo    | Hercules       | Ekkehardt Belle    |
| Tawny Kitaen   | Deïaneira      | Marion Sawatzki    |
| Jorge Gonzáles | Eryz der Boxer | Thomas Albus       |
| Michael Hurst  | Charon         | Oliver Grimm       |

## Kritik
Für das Lexikon des internationalen Films war Hercules im Reich der toten Götter ein „(n)aiver Action-Fantasyfilm“.